# مورغانتون
مورغانتون (بالإنجليزية: Morganton)‏ هي مدينة أمريكية ومركز مقاطعة بورك في ولاية كارولاينا الشمالية في الولايات المتحدة الأمريكية.

## التركيبة السكانية
حدّد مكتب تعداد الولايات المتحدة بيانات التركيبة السكانية لمورغانتون في تعداد الولايات المتحدة. في ما يلي، التركيبة السكانية حسب تعدادي 2000 و2010.

### تعداد عام 2000
بلغ عدد سكان مورغانتون 17,310 نسمة بحسب تعداد عام 2000، وبلغ عدد الأسر 6,829 أسرة وعدد العائلات 4,121 عائلة مقيمة في المدينة. في حين سجلت الكثافة السكانية 347.3 نسمة لكل كيلومتر مربع (899.5/ميل2). وبلغ عدد الوحدات السكنية 7,313 وحدة بمتوسط كثافة قدره 146.7 لكل كيلومتر مربع (380.0/ميل2).
وتوزع التركيب العرقي للمدينة بنسبة 75.67% من البيض و12.76% من الأمريكيين الأفارقة و0.55% من الأمريكيين الأصليين و1.99% من الأمريكيين ذوي الأصول الآسيوية و0.81% من سكان جزر المحيط الهادئ و6.64% من الأعراق الأخرى و1.58% من عرقين مختلطين أو أكثر و11.16% من الهسبانيون أو اللاتينيون من أي عرق.
بلغ عدد الأسر 6,829 أسرة كانت نسبة 29.8% منها لديها أطفال تحت سن الثامنة عشر تعيش معهم، وبلغت نسبة الأزواج القاطنين مع بعضهم البعض 43.1% من أصل المجموع الكلي للأسر، ونسبة 12.9% من الأسر كان لديها معيلات من الإناث دون وجود شريك،  بينما كانت نسبة 4.4% من الأسر لديها معيلون من الذكور دون وجود شريكة وكانت نسبة 39.7% من غير العائلات. تألفت نسبة 34.5% من أصل جميع الأسر من عدة أفراد يعيشون في نفس المنزل ونسبة 14.4% كانت تتألف من شخص يعيش بمفرده يبلغ من العمر 65 عاماً أو أكثر. وبلغ متوسط حجم الأسرة المعيشية 2.31، أما متوسط حجم العائلات فبلغ 2.92.
بلغ العمر الوسطي للسكان 39.1 عاماً. وكانت نسبة 20.9% من القاطنين تحت سن الثامنة عشر، وكانت نسبة 8.2% بين الثامنة عشر والرابعة والعشرين عاماً، ونسبة 26.5% كانت واقعةً في الفئة العمرية ما بين الخامسة والعشرين والرابعة والأربعين عاماً، ونسبة 20.4% كانت ما بين الخامسة والأربعين والرابعة والستين، ونسبة 15.3% كانت ضمن فئة الخامسة والستين عاماً فما فوق. يوجد لكل 100 أنثى 95.2 ذكر، ويوجد لكل 100 أنثى في الثامنة عشر من عمرها فما فوق 91.8 ذكر.
بلغ متوسط دخل الأسرة في المدينة 34,678 دولارًا، أما متوسط دخل العائلة فبلغ 42,687 دولارًا. وكان متوسط دخل الذكور 29,118 دولارًا مقابل 24,723 دولارًا للإناث. وسجل دخل الفرد الخاص بالمدينة 20,906 دولارًا. وكانت نسبة 9.7% من العائلات ونسبة 13.6% من السكان تحت خط الفقر، وكان من هؤلاء نسبة 17.3% تحت سن الثامنة عشر ونسبة 11.9% في الخامسة والستين من العمر وما فوق.

### تعداد عام 2010
بلغ عدد سكان مورغانتون 16,918 نسمة بحسب تعداد عام 2010، وبلغ عدد الأسر 6,641 أسرة وعدد العائلات 4,061 عائلة مقيمة في المدينة. في حين سجلت الكثافة السكانية 339.4 نسمة لكل كيلومتر مربع (879.0/ميل2). وبلغ عدد الوحدات السكنية 7,618 وحدة بمتوسط كثافة قدره 152.8 لكل كيلومتر مربع (395.8/ميل2).
وتوزع التركيب العرقي للمدينة بنسبة 70.07% من البيض و12.16% من الأمريكيين الأفارقة و0.85% من الأمريكيين الأصليين و2.36% من الأمريكيين ذوي الأصول الآسيوية و1.48% من سكان جزر المحيط الهادئ و10.23% من الأعراق الأخرى و2.86% من عرقين مختلطين أو أكثر و16.41% من الهسبانيون أو اللاتينيون من أي عرق.
بلغ عدد الأسر 6,641 أسرة كانت نسبة 30.5% منها لديها أطفال تحت سن الثامنة عشر تعيش معهم، وبلغت نسبة الأزواج القاطنين مع بعضهم البعض 40% من أصل المجموع الكلي للأسر، ونسبة 15.5% من الأسر كان لديها معيلات من الإناث دون وجود شريك،  بينما كانت نسبة 5.6% من الأسر لديها معيلون من الذكور دون وجود شريكة وكانت نسبة 38.8% من غير العائلات. تألفت نسبة 33.4% من أصل جميع الأسر من عدة أفراد يعيشون في نفس المنزل ونسبة 15.3% كانت تتألف من شخص يعيش بمفرده يبلغ من العمر 65 عاماً أو أكثر. وبلغ متوسط حجم الأسرة المعيشية 2.36، أما متوسط حجم العائلات فبلغ 2.99.
بلغ العمر الوسطي للسكان 39.7 عاماً. وكانت نسبة 22.6% من القاطنين تحت سن الثامنة عشر، وكانت نسبة 8.9% بين الثامنة عشر والرابعة والعشرين عاماً، ونسبة 24.8% كانت واقعةً في الفئة العمرية ما بين الخامسة والعشرين والرابعة والأربعين عاماً، ونسبة 25.5% كانت ما بين الخامسة والأربعين والرابعة والستين، ونسبة 18.2% كانت ضمن فئة الخامسة والستين عاماً فما فوق. وتوزع التركيب الجنسي للسكان بنسبة 48.8% ذكور و51.2% إناث.

## أعلام
- سام ارفين
- بيلي جو باتون
- جوزيف ويلسون إيرفن
- دونالد براون
- بيل ليزلي
- جي. إم. بيلنغز
- ودي ريتش
- ويليام هولاند توماس